# Auberge de Super-Cannes
L'auberge de Super-Cannes est un restaurant disparu dont le bâtiment, désaffecté, fut construit en 1939 pour la Société hôtelière de Super-Cannes sur les plans de l'architecte René Livieri au sommet du massif de la Californie à Cannes. 

## Historique
Le projet de construction du Grand Hôtel de Super-Cannes, un palace dont l'exploitation devait amortir le coût des travaux de voirie et de réseaux divers engagés par la Société immobilière de Paris et du littoral pour le lotissement de Super-Cannes, est abandonné à la mort d'Édouard-Jean Niermans en 1928. En 1939, la Société hôtelière de Super-Cannes commande à l'architecte René Livieri un projet de restaurant pour accueillir les touristes montés par le funiculaire visiter l'observatoire. Une première proposition prévoyant un étage de chambres est refusée. Seul est construit le restaurant qui prend le nom d'Auberge de Super-Cannes pour être exploité ensuite sous l'appellation de Restaurant Constellation. Avec l'arrêt en 1966 de l'exploitation du funiculaire qui amenait les visiteurs, le restaurant est désaffecté et l'observatoire condamné en 1986.

## Architecture
Conçu dans un style moderniste clairement régionaliste le bâtiment est une demi-rotonde s'ouvrant sur une vaste terrasse. Un premier étage entouré d'un balcon circulaire est éclairé par de larges baies vitrées. Il est surmonté d'un deuxième étage en retrait. L'ensemble est couvert en tuile creuse. 

## Nouveau propriétaire
En 1989, les 24 000 m2 de terrains supportant les installations du restaurant, de l'observatoire, de la ligne du funiculaire et de ses deux gares sont acquis, par l'intermédiaire de la Société immobilière Large Vue Crissier (devenue Large Vue Maxilly) établie en Suisse, par la famille de l'émir d'Abou Dabi, Khalifa ben Zayed Al Nahyane. Un permis de construire pour l'édification d'une villa de 1 200 mètres carrés reliée à la gare de départ du funiculaire par une voie privée  est accordé en 1993 et annulé en 1994 par le tribunal administratif, la voie empiétant sur le domaine public. 
Le site est dès lors laissé à l'abandon,.

## Protection du patrimoine
L'Auberge de Super-Cannes, son projet initial et l'abri anti-aérien projeté à proximité en 1942 par René Livieri sont versés en 2001 à l'inventaire général du patrimoine culturel au titre du recensement du patrimoine balnéaire.